# Tosskärstjärnarna
Tosskärstjärnarna är två sjöar, västra och östra Tosskärstjärnen i Nordanstigs kommun i Hälsingland och ingår i Gnarpsån-Harmångersåns kustområde. Östra Tosskärstjärnen ligger inom Gnarpskatens naturreservat. Ingen av tjärnarna ligger mer än 250 meter från kusten.